# Ева Грен
Ева Гаел Грен (фр. Eva Gaëlle Green, IPA:  или ; Париз, 6. јул 1980) француска је глумица и манекенка.
Глумачку каријеру започела је наступајући у позоришту, а њен филмски првенац била је контроверзна љубавна драма Сањари из 2003. године, редитеља Бернарда Бертолучија. Пажњу интернационалне публике привукла је 2005. године филмом Небеско краљевство, а потом и улогом Бондове девојке Веспер Линд у филму Казино Ројал из 2006. који јој је донео награду БАФТА за будућу звезду. Наредне године наступила је у авантуристичком филму Златни компас, а потом се на неко време посветила улогама у филмовима независне продукције као што су Пукотине (2009), Материца (2010) и Савршено чуло (2011). Током овог периода такође је играла је и једну од споредних улога у историјској мини-серији Камелот, као и у хорор-комедији Мрачне сенке Тима Бертона.
Године 2014. Гренова се вратила високобуџетним пројектима улогама у филмовима 300 — Успон царства и Град греха: Убиства вредна, истовремено настављајући да наступа у драмама независне продукције, као и у Шоутајмовој ТВ серији Пени Дредфул.

## Биографија
Рођена је као Ева Гаел Грен, 6. јула 1980. године у Паризу. Има сестру близнакињу Џој. Њен отац Швеђанин Валтер Грен је зубар, који се појавио у филму Au hasard Balthazar 1966. године. Њена мајка Марлен Жобер је бивша француска глумица која тренутно пише дечје књиге. Мајка јој је родом из Алжира и по вероисповести је Јеврејка. Стога је Ева описала себе као „секуларну Јеврејку која никада није ишла у синагогу као девојчица” и уз то је додала да се осећа као грађанин света и да филм и живот не познају границе. Природна је плавуша, али фарба косу још од 15. године. Њено презиме потиче од шведске речи grön које означава гранчицу, а не од енглеске речи за зелену боју.
Као седамнаестогодишњакиња прекинула је школовање у Француској и наставила га у Рамсгејту у Енглеској. Касније похађа једну годину у Америчкој школи у Француској, да би после студирала три године глуму на драмској школи Сен Пол у Паризу. После тога се усавршавала 10 седмица на Академији драмских уметности у Лондону. Након усавршавања у Лондону похађа школу уметности Тиш у Њујорку.
После периода интензивног образовања се враћа у Париз као школована глумица и наступа у неколико позоришних представа, као што су La Jalousie en Trois Fax и Turcaret. Током играња у представама запазио ју је режисер Бернардо Бертолучи и ангажовао за филм Сањари. Пре добијања улоге морала је да усаврши свој енглески, па проводи два месеца са професором енглеског језика. За своју улогу у филму Сањари добија позитивне критике, иако је овај филм укључивао експлицитне еротске сцене. За часопис Гардијан је изјавила да су је њени родитељи и њен агент молили да не игра у том филму, јер су сматрали да ће проћи као Марија Шнајдер, која је доживела трауматична искуства током снимања филма Последњи танго у Паризу. Овом улогом је скренула пажњу јавности, те су је неки критичари поредили са Лив Тајлер. После тога игра у француском филму Арсен Лупен, где је наступила заједно са Роменом Дурисом. Затим добија улогу у филму режисера Ридлија Скота по имену Небеско краљевство у коме игра са познатим глумцима Орландом Блумом, Едвардом Нортоном, Џеремијем Ајронсон и Лијамом Нисоном. Филм је био велики хит, што јој доноси статус познате светске глумице. После тога је одбила улогу у филму Црна Далија, да би нешто касније добила улогу Бондове девојке Веспер Линд у филму Казино Ројал (2006). Након улоге у Казино Ројалу добија награду БАФТА за надолазећу звезду. Играла је и вештицу Серафину Пекалу у филмској адаптацији Златни компас 2007. године. Њен следећи филм је Франкли и игра уметницу са подељеном личношћу, а исте године се појавила у новом Бондовом филму (2008).
Такође је требало да се појави у контроверзном филму Антихрист (2009). Према режисеровим речима, глумица је желела да се појави у том филму али је то одбио њен агент. Она је признала да се слагала са режисерем али да су делови који су изискивали еротске сцене и голотињу биле превише за њен укус. У оквиру компаније Старз игра у серији Камелот улогу чаробнице Морган ле Феј. Сматра да је ово значајна прича јер је у само десет епизода требало да представи своју улогу, која није „девојачка улога” коју можемо наћи у другим филмовима. Током 2012, остварила се сарадња са Џонијем Депом у филму Тима Бертона Мрачне сенке. Исте године игра у филму 300: Успон царства, где тумачи лик Артемизије, заповеднице која је предводила персијску војску у битки код Саламине. Марта 2014. започела је снимање ТВ серије Пени Дредфул у којој тумачи улогу Ванесе Ивес. Исте године је одиграла главну улогу у филму Град греха: Убиства вредна.
Током 2016. Ева је сарађивала са Тимом Бертоном на филму Дом госпођице Перегрин за чудновату децу, који је базиран на роману Ransom Riggs издатом 2011. године.

## Перцепција јавности и медија
Током 2007. године, Ева је била проглашена шестом најсексепилнијом звездом свих времена (од стране магазина Емпајер). Ева се нашла и на листи магазина Лос Анђелес тајмс као једна од најлепших жена из сфере филма; међу 50 глумица заузела је 18. место. Априла 2012. године Шалом лајф ју је рангирао на 2. место, као једну од 50 најталентованијих, интелигентних, насмејаних и прелепих јеврејки у целом свету.
У току своје досадашње каријере Ева је сарађивала са компанијама Монблан, Брајл, Емпорио Армани, Ланком и Хајнекен, те Кристијан Диор са којим је остварила сарадњу кроз промоцију парфема Midnight Poison.

## Приватни живот
Сматра да је хладна особа; изјавила је следеће: „Када се по први пут упознам са људима, они помисле да сам јако хладна особа... Држим их на дистанци и тада помислим да сам због таквог става ушла у свет глуме. То ми дозвољава да носим маску.” Када су је једном питали током интервјуа шта би највише запањило људе везано за њу, а да се то не зна, она је одговорила да воли да слободне сате проводи код куће уз камин, чашу вина и са добром књигом. Занима је таксодермија и етномологија, те стога не чуди што је колекционар очуваних лобањи и инсектаријума.
После небројаних улога на филмском плату, не планира да остане у Холивуду јер сматра да проблем Холивуда лежи у великој моћи студијске куће а не самог режисера. Стога планира да се врати у позориште. Такође сматра да ће у Холивуду само добијати улоге фаталних жена.
Ева подржава Уницеф.
Током снимања ТВ серије Пени Дредфул, Ева је изјавила да иако није религиозна верује у натприродно.

## Филмографија
| Улоге Еве Грен |                                          |               |                     | |
| Година         | Српски назив                             | Изворни назив | Улога               | Напомена |
| 2003.          | Сањари                                   |               | Изабел              | |
| 2004.          | Арсен Лупен                              |               | Кларис де Дре Субис | |
| 2005.          | Небеско краљевство                       |               | Сибила              | |
| 2006.          | Казино Ројал                             |               | Веспер Линд         | БАФТА за будућу звезду Награда Емпајер за најбољег новајлију номинација — Награда Сатурн за најбољу споредну женску улогу |
| 2007.          | Златни компас                            |               | Серафина Пекала     | |
| 2008.          | Франклин                                 |               | Емилија/Сали        | |
| 2009.          | Пукотине                                 |               | госпођица Џи        | |
| 2010.          | Материца                                 |               | Ребека              | |
| 2011.          | Савршено чуло                            |               | Сузан               | |
| 2011.          | Камелот                                  |               | Моргана Пендрагон   | мини-серија; 10 епизода                                                                                                   |
| 2012.          | Мрачне сенке                             |               | Анџелик Бушард      | |
| 2014.          | 300: Успон царства                       |               | Артемизија          | |
| 2014.          | Бела птица у мећави                      |               | Ив Конор            | |
| 2014—2016.     | Пени Дредфул                             |               | Ванеса Ајвс         | ТВ серија, главна улога; 27 епизода                                                                                       |
| 2014.          | Спасење                                  |               | Мадален             | |
| 2014.          | Град греха: Убиства вредна               |               | Ејва Лорд           | |
| 2016.          | Дом госпођице Перегрин за чудновату децу |               | госпођица Перегрин  | |
| 2017.          | Еуфорија                                 |               | Емили               | постпродукција |
| 2017.          |                                          |               | Ејва Лорд           | снима се |
| TBA            |                                          |               | Вирџинија Вулф      | предпродукција |